# 옌볜 푸더
옌볜 푸더(중국조선어: 연변 부덕, 중국어 간체자: 延边富德, 정체자: 延邊富德, 병음: Yánbiān Fùdé)는 중화인민공화국 지린성 옌볜 조선족 자치주를 연고지로 하는 해체된 프로 축구단이다.
2015년에 중국 갑급리그 경기에서 우승하고 15년 만에 상위리그로 승격하여 2016년부터 2017년까지 중국 슈퍼리그에 출전했고 2017년 11월에 성적 부진으로 중국 갑급리그로 강등되었다. 2018년 시즌에 중국 갑급리그에 참가햐였다. 옌볜 조선족 자치주 옌지시에 홈 구장을 둔 부덕축구구락부팀은 재중동포 출신 위주로 구성된 축구선수단이었다.
푸더보험이 2018년까지 스폰서를 맡았다. 2019년 2월 25일, 구단이 세금 체납을 해결하지 못해서 옌지시 체육부의 결정으로 구단이 해체를 선언하였다.

## 역사
1955년 8월 1일에 한인 위주로 구성된 《길림성축구팀》(지린축구단)이 창단했다.
1965년에 《박만복》감독의 지휘 하에 중국갑급연맹전(1부리그전)에서 우승을 차지했다.
1993년의 제7차 전국운동대회에서 지린 성을 대표한 《이호은》감독의 길림축구팀(지린 축구단)은 토탈 풋볼식 경기 운영과 3-5-2 진형으로 최종 5위를 기록했다.
1994년에는 대한민국의 기업 삼성전자의 스폰서를 받아 팀명을 길림삼성(지린 삼성)으로 변경하여 중국 직업구락부 축구리그(갑A전)경기에 출전했다.
1995년에는 대한민국의 기업 《현대자동차》의 스폰서로 연변현대로 팀명을 변경하여 《연변조선족자치주》를 대표하는 축구팀(축구단)으로 성장하게 되었다.
1997년에는 팀 이름을 연변오동으로 변경하고 대한민국 축구 국가대표팀 감독을 지냈던 《최은택》감독을 영입하여 구락부직업축구사상 최고 성적인 갑A리그 4위를 기록했다.
1999년에는 《길림오동》이라는 팀명으로 《갑A리그》(당시 1부리그,2004년에 슈퍼리그로 개명)경기에 출전했다.
축구협회컵(FA컵)에서 4강진출에 성공했으나 결승진출에는 실패했다.
2000년 당시 2부리그인 갑B리그로 강등되었고 팀의 재정악화로 인해 갑B리그 자격과 1팀 선수들이 항저우 그린타운에 매각되었다.
2001년 2팀 선수들로 선수단을 재구성한 리호은 감독의 연변팀은 북한에서 고된 비공개 훈련을 마치고 당시 3부리그인 을급리그로부터 새 출발을 했고 4년간 3부리그에서 출전했다.
2004년 《고훈》감독이 팀에 복귀하면서 18전 17승 1무,북부리그 17연승으로 리그에서 우승하고 플레이오프에서 2위에 오르면서 다시 갑급리그 (2부리그)로 승격했다.
2005년 고훈 감독이 연변팀 《사령탑》을 잡았다. 중국 국내파 선수들로 갑급리그에 투입했다.
2006년 고훈 감독이 계속하여 연변팀 《사령탑》을 잡았다.
2007년 연변 FC는 김영준(대표팀 주장), 김명철, 김성철, 서혁철등 4명의 조선 국가대표팀 현역대표를 리그경기에 투입시켰다.
2008년의 갑급리그전은 연변팀 사령탑에 조영원 감독을 선임했다.
2009년의 갑급리그에서 연변팀은 《황용》감독을 선임했다. 
 이철희(한국),압둘살라무(나이지리아),리카도(브라질),엠마누엘(브라질)등 외국인 용병들을 영입하여 경기에 출전했다.
12월 5일 한국 《제주월드컵경기장》에서 열린 《코리안 풋볼 드림매치 2009》 친선축구경기는 수많은 한국관람인들의 열띤 응원속에서 《제주 유나이티드》에 0:2로 《연변FC》는 패했다.
2010년의 갑급리그에서 《연변팀》의 감독직은 김광주가 수행했다.
 콩고민주공화국 출신의 루둘라는 리그전에서 12골을 터트리며 연변팀 직업리그전사의 득점왕으로 올라섰다.
2011년에 팀명을 《백두산 호랑이》라는 뜻의 《연변장백호랑이》로 변경했다.
감독은 김광주을 맡았다.
우주영(한국), 박종우(한국), 콰예(가나)등 외국 선수들을 출전시켰다.
《FA컵》에서 다롄 스더(2:1)과 《광동일지천프로축구팀》(3:2)을 차례로 꺾고 4강진출전에서는 상하이 선화(0:1)에 패하며 최종 8강의 우수한 성적을 취득했다.
리그전에서 순위 13위를 기록했다.
시즌 후 《유망주》 10호 《김경도》선수는 이적설 뒤 《심양심북직업축구팀》으로 자리를 옮겼다.
2012년 6월에 최은택 감독의 제자인 조긍연을 임시감독으로 영입하여 10경기를 치러며 4승 2무 4패의 성적을 기록하고 물러났다.
홍종섭(한국),소유리봐리마리(흑인),라핏(세르비아),이반 보짓보헤(리그전 후반기)등 고수평 외국인 용병을 영입하여 경기에 투입시켰다.
6월 2일 오후 《용정해란강경기장》에서 펼쳐진 중국 《축구협회컵》 제2라운드 도태경기에서 《연변장백호랑이직업축구팀》은 《중경FC팀》을 승부차기에서 5:4(전반경기에서 2:2)로 이겼다.32강에 진입했다.
갑급리그에서 10승4무16패 34점으로 13위를 기록했다.
2013년에 《조긍연》감독을 재차 영입했다.
고기구(한국), 이재민(한국), 김기수(한국)등 외적용병을 영입했다.
중도에 《리광호》감독이 지휘봉을 넘겨 받았다.
《도문인민체육장》에서 《리광호》감독은 《킬러의 본색》으로 《강적》을 일일이 《타승》하고 갑급리그 잔류에 성공했다.
한국용병 이재민은 리그전에서 좋은 경기력을 펼치여 18골을 넣어 2013 갑급리그 동신상을 수상,연변팀 직업리그전사에서의 새로운 기록을 창조했다.
2014년에는 팀명을 연변장백산으로 변경했다. 구단주는 우장룡총경리가 담당했다.
《연변 직업축구의 어버이》(연변 직업축구의 어버이)로 불리는 이호은 감독을 비롯하여 김광주(수석코치), 가오중쉰(고종훈, 코치겸 예비팀 감독),정영학(키퍼코치),이광호(인솔자),김청(팀무),이재호(번역관)등으로 최강감독진을 두었다.
김기수(한국),김도형(한국),원태연(한국,리그전 전반기),로란드 고쎄(코트디부아르,리그전 하반기)등 외적용병과 강홍권 ,고만국 ,한광화 ,천쇼우,왕멍등 국내용병을 영입하여 중용했다.
《현대풍격》을 반영하여 새롭게 건조한 《연길인민경기장》에서 진행된 갑급리그전 첫 홈경기는 《연변장백산천양천직업축구팀》이 1:0(고만국 득점)으로 《신강천산설표직업축구팀》을 이겼다.신축경기장의 축구《개막전》을 《행운》으로 승리했다.
리그 초반부터 성적 부진을 면치 못하여 리호은감독은 중도 사퇴하게 되고 리광호 감독을 거쳐서 《연변직업축구의 령혼》가오중쉰이 후반기 대리감독을 수행했다.
7월 5일 오후 《연길인민경기장》에서 펼쳐진 길림성 제1회 《길림체육복권컵》 제2차경기는 《연변장백산천양천직업축구팀》이 창춘 야타이를 1:0(천쇼우 헤딩득점)으로 타승하여 두라운드경기 총성적 3:0(로란드 고쎄의 2골과 천쇼우의 1골)으로 본차 컵경기 우승을 취득했다. 
축구협회컵 제4라운드 홈장도태경기에서 대련아얼빈프로축구팀을 2:0으로 이기고 16강에 진입했다.제5라운드 8강진출 홈장도태경기에서는 반주력팀으로 출전하여 상하이 선화에 1:2로 패했다.
갑급리그 16위라는 성적으로 《을급리그》에 강등됐다.
2015년 대한민국의 《박태하》감독을 선임했다.오명관(수석코치,한국인),김청,문호일,유림(키퍼코치), 김혁종(기전술분석사,한국인)등으로 감독진을 물었다.
을급리그를 준비하고 있었으나 갑급리그에 결원팀이 발생하여 보충팀의 신분으로 2015년 갑급리그에 출전했다.
하태균(이적,한국), 스테브 뷰봐카얼 트롸왈리(이적,감비아), 야일톤(자유이적,브라질)등 외적용병과 쪼우밍 등 국내용병들을 영입했다.
축구협회컵 제3라운드 16강진출 홈장토태경기에서 반주력팀으로 출전하여 천진태달프로축구팀에 1:4로 패하고 32강에 거쳤다.
10월 10일 한국 대전월드컵경기장에서 펼처진 《제9회 이츠대전국제축구대회》에서 《연변장백산직업축구팀》은 3:2로 K리그팀 대전시티즌프로축구팀을 이겼다.
용병들의 눈부신 활약에 힘입어 리그경기에서 30전 17승10무3패 총 61점으로 우승하고 중국 슈퍼리그로 승격했다.한국인 《하태균》용병은 리그전에서 26골로 《금신상》을 취득,연변팀 리그전사상 그리고 갑급리그 사상 《최고 득점왕》이 됐다. 감비아 출신 스티브 선수는 17골을 넣고 갑급리그공격수 5위를 기록했다.
시즌 후 야일톤(대련초월팀),천쑈우(항저우 그린타운) 등은 다른 팀으로 이적했다.
2016년 중국 광동성 심수시의 《부덕보험그룹》(푸더 보험 그룹)이 70%의 지분을 소유했다.팀명도 《연변부덕》으로 변경했다.
승격 이후 중국 슈퍼 리그전에 대비하여 박태하 감독은 이임생(수석코치, 한국), 문호일(코치), 김성수(골키퍼 코치, 한국), 류쪤쨩(체력코치) 등으로 코치진을 구성하고 윤빛가람(이적), 김승대(이적), 페트코비치(자유이적) 등 외국출신 선수들과 한광휘 등을 영입하며 팀 전력을 강화했다.
겨울철 전지훈련을 《중국》 남방,《한국》,《일본》 가고시마등 국가지역의 축구훈련기지에서 진행했다.
축구협회컵(연경맥주컵) 첫 경기(제3라운드) 원정경기에서 후보팀(주전대원 1명 출전,지충국)으로 출전한 탓으로 《려강비호을급팀》에 패(전반경기에서 1:1,승부차기에서 5:6)하여 32강에 거쳤다.
8월 18일 《용정해란강축구훈련기지》에서 진행한 《조선》축구팀과의 《동포친선경기》는 《연변부덕프로축구팀》이 예비팀(지충국,최민,최인, 박세호등 주전선수 참가)으로 출전하여 《기관차축구단》(조선 1부리그팀)과 0:0으로 빅었다.
9월2일 19:00경 《연길인민경기장》에서 상업성 유료입장권으로 진행한 《2016연변국제축구초청경기》는 《연변부덕프로축구팀》이 《대전시티즌축구팀》(K리그2)과 전반경기 2:2로 비겼지만 승부차기에서 5:6으로 패했다.
첫 해의 《슈퍼리그전》에서는 《여름철》홈경기에서 4승 1무의 강세에 힘 입어 최종 9위를 기록했다.
시즌 후 최민(심수가조업팀),쪼우밍(광주부력팀), 하태균(하북보정팀)등은 다른 팀으로 이적했다.
2017년 《부덕축구구락부주식유한회사》의 《동사》직에 《김송천》국장(연변주체육국)이 당선되고 《구단주》에는 《우장룡》총경리가 계속하여 담당하기로 했다.시즌목표를 《<보9쟁8> 및 더욱 좋은 순위를 쟁취하자》로 세웠다.
지충국, 지문일, 최민등 3명이 연변팀 현역선수로는 20여 년 만에 중국축구국가대표팀에 선발되었다.
박태하 감독은 최문식(수석코치, 한국), 문호일(코치), 김청(코치), 김성수(골키퍼코치,한국), 토마스 모헐(체력코치, 독일) 등으로 감독진을 재구성하고 리챨드(헝가리), 라마(알바니아,하반년), 황일수(한국,하반년) 등 외국출신 선수들과 양세원, 한청송 ,김성준 등 중국 국내파 선수들을 영입했다.
겨울철전지훈련을 《중국》 남방,《스페인》,《한국》등 국가지역의 축구훈련기지에서 진행했다.
연초에 한국의 《울산현대프로구단》과《전략성 업무협약서》를 체결했다. 
《축구협회컵》(연경맥주컵) 첫 경기(제3라운드) 원정경기에서 후보팀으로 출전한 탓으로 《소주동오을급팀》에 패(전반경기에서 1:1,승부차기에서 3:4)하여 32강에 거쳤다.
《제2회연변국제초청경기》를 《연길인민경기장》에서 야간 경기로 치뤘는데 《연변부덕팀》은 0:3(봄철의 객장전에서 0:1로 패함)으로 한국울산 현대프로축구팀(K1)에 패했다.
10월 7일 오후 3시에 《도문시체육장》에서 《국제축구초청경기》를 치뤘는데 《연변부덕》프로축구팀은 반주력이하의 진영으로 출전하여 러시아《빈해변강구축구팀》(아마추어팀)과 3:3으로 비겼다.
2019시즌을 앞두고 황선홍 전 FC 서울감독이 부임했다. 하지만 시즌을 시작하기 전 세금 체납 등의 이유에 따른 재정난으로 팀이 해체되었다.

### 구단명 변천사
| 연도          | 약칭                        | 이름                                       |
| ------------- | --------------------------- | ------------------------------------------ |
| 1955년-1957년 | 지린 FC (吉林 FC)           | 지린성 축구단 (吉林省足球隊)               |
| 1957년-1958년 | 장춘 FC (长春 FC)           | 장춘 축구단 (长春足球隊)                   |
| 1959년-1986년 | 지린 FC 吉林 FC             | 지린성 축구단 (吉林省足球隊)               |
| 1987년        | 지린 FC (吉林 FC)           | 옌지 란 무어 (延吉蓝猫)                    |
| 1988년        | 지린 FC (吉林 FC)           | 지린성 축구단 (吉林省足球隊)               |
| 1989년        | 지린 FC (吉林 FC)           | 옌볜 대학 축구단 (延边大学足球隊)          |
| 1990년-1992년 | 지린 FC (吉林 FC)           | 지린성 축구단 (吉林省足球隊)               |
| 1993년        | 지린 FC (吉林 FC)           | 지린 삼성 축구단 (吉林三星足球隊)          |
| 1994년        | 옌볜 FC 延边 FC             | 지린 삼성 축구단 (吉林三星足球隊)          |
| 1995년-1996년 | 옌볜 FC (延边 FC)           | 옌볜 현대 축구단 (延边现代足球隊)          |
| 1997년-1998년 | 옌볜 FC (延边 FC)           | 옌볜 오동 축구단 (延边敖东足球隊)          |
| 1999년-2000년 | 옌볜 FC (延边 FC)           | 지린 오동 축구단 (吉林敖东足球隊)          |
| 2001년-2003년 | 옌볜 FC (延边 FC)           | 옌볜 축구단 (延边足球隊)                   |
| 2004년        | 옌볜 FC 延边 FC             | 옌볜 스지 축구단 (延边世纪足球隊)          |
| 2005년-2010년 | 옌볜 FC (延边 FC)           | 옌볜 축구단 (延边足球隊)                   |
| 2011년-2013년 | 옌볜 창바이 호 (延边长白虎) | 옌볜 창바이 호 축구단 (延边长白虎足球隊)   |
| 2014년        | 옌볜 창바이산 (延边长白山)  | 옌볜 취안 양취안 축구단 (延边泉阳泉足球隊) |
| 2015년        | 옌볜 창바이산 (延边长白山)  | 옌볜 창바이산 축구단 (延边长白山足球隊)    |
| 2016년-2019년 | 옌볜 푸더 (延边富德)        | 옌볜 푸더 축구단 (延边富德足球俱乐部)      |

## 우승
- 1965년 전국갑급련맹전(중국 1부리그)
- 1990년 전국을급련맹전(중국 3부리그)
- 2014년 제1차 길림성축구협회컵(중국 길림성)
- 2015년 제9회 이츠대전국제축구대회(대한민국)
- 2015년 중국 갑급리그전(중국 2부리그)

## 역대 감독
| 감독   | 임기        |
| ------ | ----------- |
| 최은택 | 1997 ~ 1998 |
| 고훈   | 1998 ~ 2000 |
| 고훈   | 2004        |
| 고훈   | 2005 ~ 2007 |
| 조긍연 | 2012 ~ 2013 |
| 황선홍 | 2019        |